# Cruel Youth
Cruel Youth é uma banda de electropop inglesa, liderada pela vocalista Teddy Sinclair, que anteriormente gravou dois álbuns solo sob o nome Natalia Kills. Em 2016, Sinclair deu início à banda junto ao seu marido Willy Moon e a duas outras integrantes. O primeiro EP do grupo, +30mg,  foi lançado em setembro de 2016.

## História

### Formação e carreira
Sinclair obteve uma carreira solo de êxito médio sob o nome Natalia Kills. Durante este tempo, sua imagem e carreira foram geridas pela gravadora Cherrytree Records e foram gravados dois álbuns através da Interscope Geffen A&M Records. Em 2015, Sinclair e seu esposo Willy Moon ficaram encarregados de ocupar os assentos como juízes e mentores na segunda temporada da versão neozelandesa do The X Factor. Eles eram mentores das categorias de Garotos e Bandas, respectivamente. Durante a primeira apresentação ao vivo, em um escândalo altamente divulgado, os dois fizeram observações cruéis e sarcásticas contra o concorrente Joe Irvine.  No dia que se seguiu, o par de mentores foi imediatamente afastado do programa. Ambos retornaram para a casa em Nova York, onde Sinclair escreveu para artistas como Madonna, Rihanna, Cyndi Lauper, BLACKPINK, Jonas Blue, NIKI, Swizz Beatz, Young Thug, Khalid e Kiiara . Ao decorrer dos períodos, ambos formaram uma banda e de forma discreta ressurgiram como Cruel Youth em fevereiro de 2016.

## Discografia

### Extended plays
| Título | Detalhes                                                                                |
| ------ | --------------------------------------------------------------------------------------- |
| +30mg  | - Lançamento: 16 de setembro de 2016 - Gravadora: Disgrace - Formatos: download digital |

### Singles
Como artista principal
| Título                 | Ano  | Álbum                                    |
| ---------------------- | ---- | ---------------------------------------- |
| "Diamond Days"         | 2016 | +30mg                                    |
| "Mr. Watson"           | 2016 | +30mg                                    |
| "Hatefuck"             | 2016 | +30mg                                    |
| "Devil in Paradise"    | 2018 | Single                                   |
| "Portrait of a Female" | 2018 | Single                                   |
| "Mr. Badman"           | 2022 | Trilha sonora do filme "Convite Maldito" |
| "Sunny"                | 2023 | Cover de Bobby Hebb                      |

Como participação especial
| Título                                                              | Ano  | Álbum                                |
| ------------------------------------------------------------------- | ---- | ------------------------------------ |
| "Hush" (com participação de Cruel Youth)                            | 2017 | Single                               |
| "Part VII" (com participação de Cruel Youth)                        | 2017 | The Future Comes Before              |
| "Black River" (com participação de Cruel Youth)                     | 2019 | Trilha sonora de Godfather Of Harlem |
| "No Bark When I Bite" (com participação de Rick Ross e Cruel Youth) | 2021 | Trilha sonora de Godfather Of Harlem |
| "Too Long" (com participação de Cruel Youth)                        | 2023 | Discovery EP                         |

## Vídeos musicais
| Título         | Diretor     | Ano  |
| -------------- | ----------- | ---- |
| "Mr. Watson"   | Asha Fuller | 2016 |
| "Diamond Days" | Asha Fuller | 2016 |